# Lacera capella
Lacera capella är en fjärilsart som beskrevs av Achille Guenée 1852. Lacera capella ingår i släktet Lacera och familjen nattflyn. Inga underarter finns listade i Catalogue of Life.